# Macrocentrus mainlingensis
Macrocentrus mainlingensis är en stekelart som beskrevs av Wang 1982. Macrocentrus mainlingensis ingår i släktet Macrocentrus och familjen bracksteklar. Inga underarter finns listade i Catalogue of Life.